# Ouigo

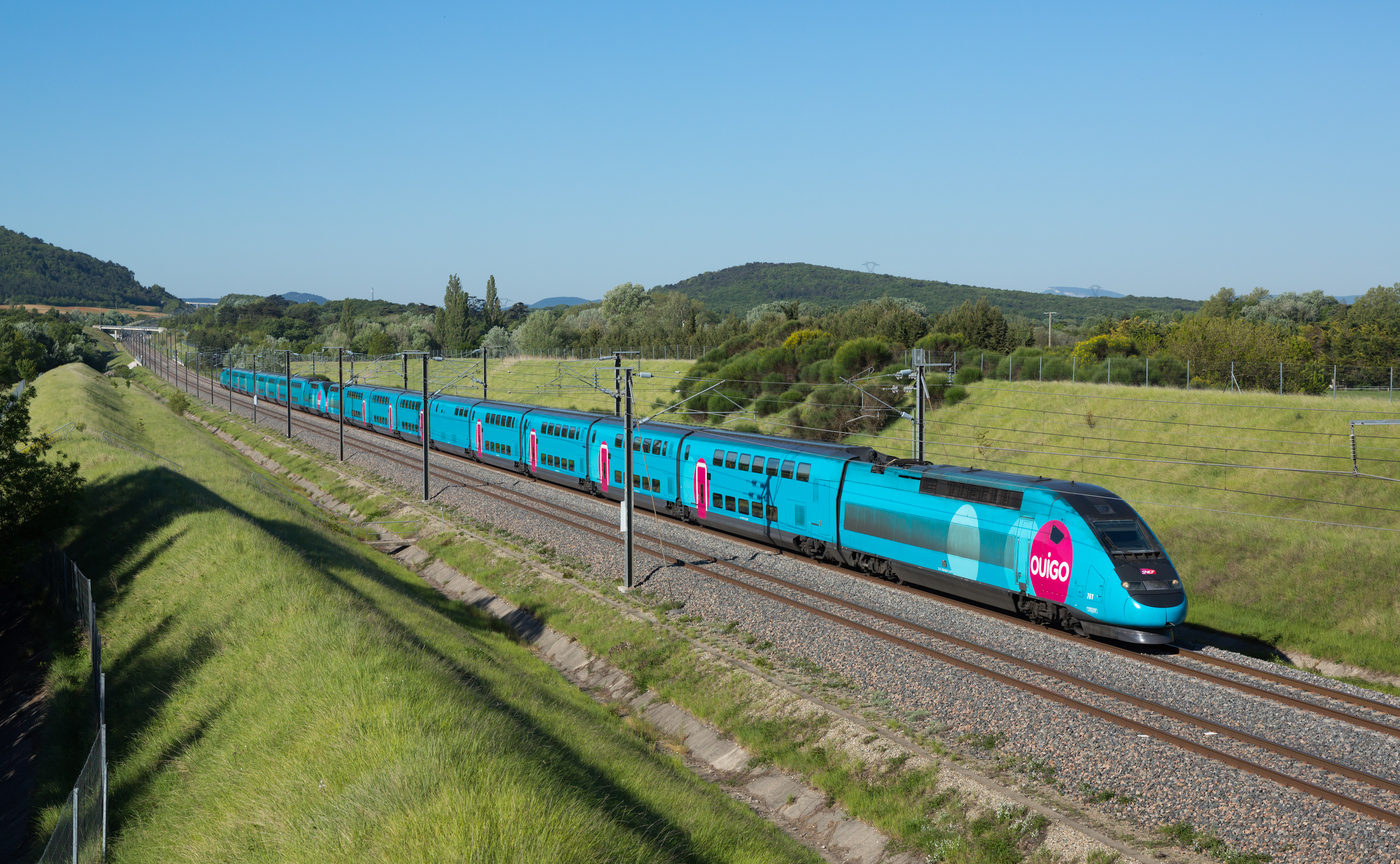
一列行驶中的Ouigo列车

Ouigo（法語發音：[wiˈɡo]）是法国国家铁路下属的一个廉价高速列车种类，于2013年成立。

## 名称
“Ouigo”为法语“Oui” (意为“是的”，相当于英语“Yes”) 与英语“go”的组合，此外也与英语“we go”同音。

## 历史
Ouigo成立于2013年4月2日，首条线路由马恩拉瓦莱-谢西站出发，分别前往马赛圣夏尔站和蒙彼利埃圣罗克站。2015年，新增南特—图尔宽之间的线路。此后，雷恩、波尔多、斯特拉斯堡等法国大城市也相继开通了Ouigo线路。
随着Ouigo的运营，法国国家铁路直属的经济型高铁“ID TGV”服务于2017年彻底取消。

## 运营
法国城际列车由法国国家铁路下属的Ouigo负责运营，以低廉的票价作为特点，谷峰期全程最低价格仅为同线路的普通高铁列车的十分之一，但在高峰期仍可与普通高铁持平甚至更高。

## 车辆
Ouigo使用特制的法國國鐵TGV Duplex列車，外观呈蓝绿色，其最高旅速与普通高铁相当。

## 线路
截止2019年9月，Ouigo开行以下线路：
- 马恩拉瓦莱—里昂机场—阿维尼翁—马赛
- 图尔宽/里尔—戴高乐机场—马恩拉瓦莱—里昂机场—尼姆—蒙彼利埃
- 巴黎—里昂
- 巴黎—马赛—土伦—戛纳—尼斯
- 巴黎—勒芒—昂热—南特
- 巴黎—雷恩
- 巴黎—圣皮埃尔代科尔—普瓦捷—昂古莱姆—波尔多
- 图尔宽—戴高乐机场—马西—普瓦捷—波尔多
- 巴黎—梅斯—斯特拉斯堡
- 巴黎—斯特拉斯堡—科尔马
- 巴黎—波尔多—阿让—蒙托邦—图卢兹

## 乘坐
相比普通高铁列车，Ouigo：
- 不分设坐席等级，但可选择附加设施或服务，如插头、大件行李等。
- 其车票仅通过网络进行销售。
- 乘客须提前半小时到达车站。
- 上车前须通过人工检票。

## 未来
预计2020年底，Ouigo列车车辆总数将达到35列。

## Ouigo西班牙

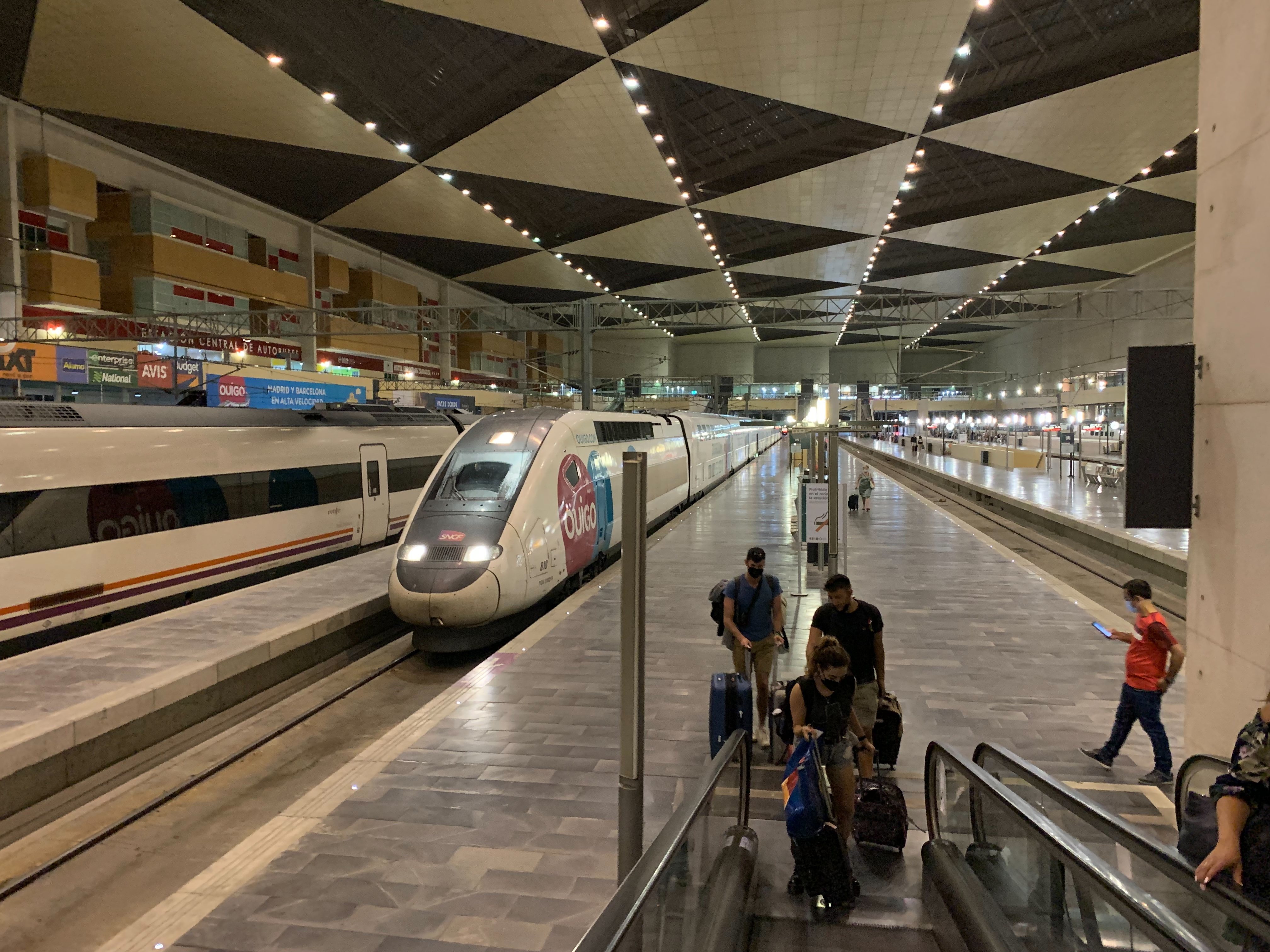
Ouigo西班牙列车于薩拉戈薩車站

Ouigo España是法国国家铁路SNCF的子公司，在西班牙客运西班牙客运铁路市场化后在西班牙经营高铁服务，使用Ouigo品牌。
| 起点          | 途径                           | 终点                 | 频率     | 备注     |
| 东北走廊      | 东北走廊                       | 东北走廊             | 东北走廊 | 东北走廊 |
| ------------- | ------------------------------ | -------------------- | -------- | -------- |
| 马德里-阿托查 | 薩拉戈薩-德利西亞斯·塔拉戈納營 | 巴塞隆納-聖徒        | 每日5对  |          |
| 东部走廊      |                                |                      |          |          |
| 馬德里-查馬丁 | -                              | 巴倫西亞-華金·索羅拉 | 每日5对  |          |